# Béla (keresztnév)
A Béla név bizonytalan eredetű, a legvalószínűbb magyarázat szerint a régi magyar Bél személynévből származik; az -a itt kicsinyítő képző. A Bél jelentése belső rész, például szív. Már a középkorban mesterségesen azonosították az Adalbert névvel. A név a 19. században került elő újra, korábban Árpád-házi királyok nevében fordult elő.
Más magyarázat szerint a név – mivel uralkodók neveként jelent meg a magyarban – török eredetű, és a kora középkori eurázsiai sztyeppén széles körben használatos bojla méltóságnévből ered.

## Gyakorisága
Az 1990-es években gyakori volt, a 2000-es években a 71–89. leggyakoribb férfinév.

## Névnapok
- április 23.[2]

## Változatai
- Vojtech a Béla szláv változata
- Lengyel: Wojciech

## Híres Bélák
- Abodi Nagy Béla, festőművész
- Abody Béla, író, kritikus, műfordító
- Balázs Béla, író, filmesztéta
- Bánáthy Béla, rendszertudós
- Bánfalvi Béla, hegedűművész
- Bánffy Béla, politikus
- Bánhidy Béla, politikus
- Barsy Béla színművész
- Bartakovics Béla, politikus
- Bartók Béla, zeneszerző
- Bay Béla vívó, edző
- Bevilaqua-Borsodi Béla kultúrtörténész
- Békessy Béla olimpiai ezüstérmes kardvívó, honvédtiszt
- Bollobás Béla orvos
- Bollobás Béla matematikus
- Both Béla színész, rendező, színházigazgató
- Bresztyenszky Béla tihanyi apát, író
- Buda Béla pszichiáter
- Bugár Béla politikus
- Bulla Béla földrajztudós
- Czóbel Béla festő
- Dálnoki Miklós Béla katonatiszt, miniszterelnök
- Endre Béla festő, iparművész
- Ernyey Béla színész
- Faragó Béla zeneszerző
- Fesztbaum Béla, színész
- Gádor Béla író, újságíró, humorista
- Goldoványi Béla olimpiai bronzérmes, Európa-bajnok atléta
- Gy. Szabó Béla képzőművész
- Halász Béla neuroendokrinológus, agykutató
- Hamvas Béla, író
- Holl Béla, szerzetes, irodalomtörténész
- Illés Béla, író
- Illés Béla, labdarúgó
- Imrédy Béla, közgazdász, politikus, miniszterelnök
- Iványi-Grünwald Béla, festő
- Jánky Béla költő, műfordító, ifjúsági szerző, közíró, szerkesztő
- Kádár Béla, közgazdász, az MTA tagja, miniszter
- Katona Béla, politikus, miniszter
- Kempelen Béla, családtörténész, heraldikus
- Király Béla, katonatiszt, hadtörténész
- Kiss Béla, sorozatgyilkos
- Komjádi Béla sportvezető, vízilabdázó, edző, sportújságíró
- Kondor Béla, festőművész, grafikus
- Koplárovics Béla, labdarúgó
- Kovács Béla, kisgazda politikus, miniszter
- Köpeczi Béla, történész, irodalomtörténész, oktatási miniszter
- Körtési Béla, operatőr
- Kun Béla, politikus
- Las Torres Béla úszó
- Lengyel Béla vegyész, akadémikus, egyetemi tanár
- Lugosi Béla, színész
- Lukács Béla, politikus
- Lukács Béla, fizikus
- Machik Béla, orvos
- Magyari Béla, kiképzett űrhajós
- Markó Béla, költő, politikus
- Noszál Béla kémikus
- Patkó Béla „Kiki”, énekes
- Paudits Béla színművész, komikus, énekes
- Pokol Béla, politológus
- Pável Béla, ökölvívó
- Radics Béla, zenész
- Ribár Béla, fizikus
- Salamon Béla színész, komikus
- Serényi Béla, politikus, miniszter
- Sipos Béla közgazdász, egyetemi tanár
- Stollár Béla publicista, ellenálló
- Szakcsi Lakatos Béla dzsesszzongorista, zeneszerző
- Széchenyi Béla koronaőr, utazó
- Szenes Béla író, újságíró, színpadi szerző, műfordító
- Szepes Béla atléta, karikaturista
- Szőkefalvi-Nagy Béla matematikus
- Tagányi Béla szerzetes, nevelő
- Tarr Béla filmrendező
- Ternovszky Béla, rajzfilmrendező
- Timár Béla színművész
- Tolcsvay Béla zenész
- Tóth Béla újságíró, filológus
- Turi-Kovács Béla politikus, miniszter
- Uitz Béla festő, grafikus
- Vándor Béla 1956-os „pesti srác”, orvos
- Vavrinecz Béla zeneszerző, karmester
- Vikár Béla etnográfus, műfordító, akadémikus
- Vörösmarty Béla jogász, államtitkár
- Weissmahr Béla jezsuita filozófus, teológus
- Wenckheim Béla politikus, magyar miniszterelnök
- Zerkovitz Béla sanzon-, kuplé- és operettszerző
- Zulawszky Béla olimpiai ezüstérmes vívó, honvédtiszt
- Zsedényi Béla jogász, az Ideiglenes Nemzetgyűlés elnöke
- Zsolt Béla publicista, irodalmár

### Uralkodók
- I. Béla magyar király
- II. Béla (Vak Béla) magyar király
- III. Béla magyar király
- IV. Béla magyar király
- Ottó magyar király uralkodói neve V. Béla volt

## Egyéb jelentései
Az 1980-as években elterjedt volt a „bélás” kifejezés, ami a kétforintos neve volt, és gyakran az „adj egy bélást” alakban fordult elő. Emellett az általános ’kettő’ jelentésben is alkalmazták. A „bélás” szó azonban nem a „Béla” személynévből ered, hanem a börtönszleng bémallér (’húszforintos’) szavával van kapcsolatban, amely a bé (’kettő’) és a mallér (’tízforintos’) szavakból származik. A „bélás” szót egy időben az ezerforintosra is használták, amelyen Bartók Béla képe volt.

## Érdekességek
A legényanya c. vígjáték olyan faluban játszódik, ahol hagyományosan minden férfit Bélának hívnak; innen a szállóige: „Béláim az Úrban!”